# Wittgensteiner Blazed
La wittgensteiner blazed est une race bovine allemande.

## Morphologie
Elle porte une robe rouge avec une étoile blanche qui descend du chanfrein sur le mufle. Les muqueuses (mufle, mamelle...) sont claires. Elle porte des cornes courtes, claires, en croissant convergeant vers le front.
Elle est de taille moyenne: 125 à 135 cm au garrot. Elle pèse 500 à 600 kg pour la vache et 900 à 950 kg pour le taureau.

## Aptitudes
Elle est classée mixte.